# UNIDROIT
UNIDROIT (Istituto internazionale per l'unificazione del diritto privato, in francese: Institut international pour l'unification du droit privé, da cui l'acronimo) è un'organizzazione internazionale che persegue l'armonizzazione del diritto internazionale privato e nel 2015 conta 63 Stati membri. Tra i suoi progetti vi è la produzione di bozze di trattati internazionali e di leggi.
Nato nel 1926 come organo ausiliario della Società delle Nazioni, è stato ricostituito nel 1940 sulla base di un accordo multilaterale.
L'Istituto si finanzia con quote degli Stati membri ed un finanziamento di base del Governo italiano. Singoli progetti hanno poi specifici finanziamenti.
Le sue lingue ufficiali sono inglese, francese, tedesco, italiano, spagnolo; lingue di lavoro sono inglese e francese.
L'UNIDROIT ha sede nella zona centrale di Roma, in Via Panisperna, vicino a via Nazionale presso gli edifici di Villa Aldobrandini.
Il Presidente dell'Istituto è Mariachiara Malaguti e il Segretario generale è Ignacio Tirado.

## Stati membri
63 Stati sono membri dell'Organizzazione a cui si accede sottoscrivendone lo statuto.
| Stato membro                        | Anno di adesione |
| ----------------------------------- | ---------------- |
| Arabia Saudita                      | 2009             |
| Argentina                           | 1972             |
| Australia                           | 1973             |
| Austria                             | 1948             |
| Belgio                              | 1940             |
| Bolivia                             | 1940             |
| Brasile                             | 1940             |
| Bulgaria                            | 1940             |
| Canada                              | 1968             |
| Cile                                | 1951             |
| Cina                                | 1986             |
| Cipro                               | 1999             |
| Colombia                            | 1940             |
| Corea del Sud                       | 1981             |
| Croazia                             | 1996             |
| Cuba                                | 1940             |
| Danimarca                           | 1940             |
| Egitto                              | 1951             |
| Estonia                             | 2001             |
| Finlandia                           | 1940             |
| Francia                             | 1948             |
| Germania                            | 1940             |
| Giappone                            | 1954             |
| Grecia                              | 1940             |
| India                               | 1950             |
| Indonesia                           | 2009             |
| Iran                                | 1951             |
| Iraq                                | 1973             |
| Irlanda                             | 1940             |
| Israele                             | 1954             |
| Italia                              | 1940             |
| Lettonia                            | 2006             |
| Lituania                            | 2007             |
| Lussemburgo                         | 1951             |
| Malta                               | 1970             |
| Messico                             | 1940             |
| Nicaragua                           | 1940             |
| Nigeria                             | 1964             |
| Norvegia                            | 1951             |
| Paesi Bassi                         | 1940             |
| Pakistan                            | 1964             |
| Paraguay                            | 1940             |
| Polonia                             | 1979             |
| Portogallo                          | 1949             |
| Regno Unito                         | 1948             |
| Rep. Ceca                           | 1993             |
| Romania                             | 1940             |
| Russia (succede a Unione Sovietica) | 1990             |
| San Marino                          | 1945             |
| Città del Vaticano                  | 1945             |
| Serbia (succede a Jugoslavia)       | 2001             |
| Slovacchia                          | 1993             |
| Slovenia                            | 1995             |
| Spagna                              | 1940             |
| Stati Uniti                         | 1964             |
| Sudafrica                           | 1971             |
| Svezia                              | 1940             |
| Svizzera                            | 1940             |
| Tunisia                             | 1980             |
| Turchia                             | 1950             |
| Ungheria                            | 1940             |
| Uruguay                             | 1940             |
| Venezuela                           | 1940             |

Ex Stati membri UNIDROIT sono Cecoslovacchia, Jugoslavia, Libano (membro 1958–1964), Repubblica Araba Unita e Repubblica Democratica Tedesca.

## Convenzioni
Negli anni, UNIDROIT ha preparato le seguenti Convenzioni internazionali, redatte in bozza da UNIDROIT e adottate da Conferenze diplomatiche dagli Stati membri:
- Convenzione per una legislazione uniforme nel commercio internazionale (L'Aja, 1964)
- Convenzione per una legislazione uniforme sulla formazione dei contratti di commercio internazionale (L'Aja, 1964)
- Convenzione internazionale sui contratti in materia di viaggi (Bruxelles, 1970)
- Convenzione per una legislazione uniforme sulla forma delle disposizioni testamentarie (Washington, 1973)
- Convenzioni sui contratti di agenzia nel commercio internazionale (Ginevra, 1983)
- Convenzione UNIDROIT sulla locazione finanziaria (Ottawa, 1988)[4]
- Convenzione UNIDROIT sul factoring internazionale (Ottawa, 1988)[5]
- Convenzione UNIDROIT sui beni culturali rubati o illecitamente esportati (Roma, 1995)[6]
- Convenzione di Città del Capo sulle garanzie internazionali su beni mobili strumentali (Città del Capo, 2001), inclusi i tre Protocolli:
  - Protocollo sugli aeromobili (2001)
  - Protocollo sul materiale rotabile ferroviario (2007)
  - Protocollo sui beni spaziali (2012)
- Convenzione di Ginevra sulle garanzie (Ginevra, 2009)

UNIDROIT è depositario di due Convenzioni: il Trattato di Città del Capo, inclusi i tre Protocolli, e la Convenzione di Ginevra sulle garanzie.
Il 10 e l'11 dicembre 2015 si è tenuta a Roma la quarta riunione preparatoria per la creazione del registro internazionale dei beni spaziali.

## Pubblicazioni
L'Istituto pubblica:
- testi giuridici monografici ed analisi delle Convenzioni promosse, stipulate o ancora da stipulare.[8]
- l'UNIFORM LAW REVIEW, un periodico trimestrale dell'UNIDROIT, edito dall'Oxford University Press, che segue gli orientamenti della dottrina ed il lavoro delle Organizzazioni internazionali, analizza le opzioni attuative dei processi di armonizzazione legale e riporta i casi di uniforme applicazione di norme nel mondo.[9]

Tutte le pubblicazioni UNIDROIT sono accessibili presso la biblioteca dell'Istituto, insieme agli altri testi e riviste presenti che costituiscono una base di 260.000 testi, 450 pubblicazioni periodiche attualmente pubblicate e sono presenti accessi telematici alle principali banche dati giuridiche elettroniche, tra cui Westlaw, EUR-Lex e l'UNILEX, database della Convenzione delle Nazioni Unite sul commercio internazionale e dei Principi UNIDROIT sui contratti di commercio internazionale.